# Сербайло Стефан Іванович
Стефан Іванович Сербайло (нар. 18 листопада 1938, Ужгород, Чехословаччина — пом. 6 жовтня 2014, Ужгород, Україна) - український радянський футболіст, що виступав на позиції центрального захисника і півзахисника. Вихованець ужгородського футболу. Один з найпопулярніших дрогобицьких футболістів ХХ ст. Один з найкращих гравців в історії дрогобицького «Нафтовика».

## Ігрова кар'єра
У 1952 р. почав виступи за юнаків ужгородського «Спартака»-2, а в 1954 р. 16-річного футболіста запросили до дорослого складу. Тоді команда вважалася однією з найсильніших в УРСР, виступаючи в класі Б першості СРСР.
У 1957 р. отримав запрошення від граючого тренера дрогобицького «Нафтовика», теж закарпатця, В. Зубака перейти до прикарпатського колективу, навіть попри те, що вже мав повістку з військкомату. Хоч і не відразу, але у Дрогобичі вдалося владнати ситуацію шляхом зарахування на денне відділення І-го курсу факультету фізичного виховання Дрогобицького педагогічного інституту, тому перспективний футболіст продовжив спортивну кар’єру в Галичині.
У 1959 р. у зв’язку з переведенням факультету до Кременця Тернопільської області С. Сербайло був змушений перейти до тернопільської «Ниви», але за рік повернувся до «Нафтовика», оскільки зумів перевестися до Львівського інституту фізичної культури. На той час вже виступав за збірну УРСР по лінії товариства «Авангард».
Був капітаном «Нафтовика». Володів тонким тактичним чуттям, прекрасно обирав позицію на полі, не втрачав концентрацію в складних ситуаціях.
З 1964 р. на запрошення тренера М. Михалини відновив кар’єру в рідному місті, захищаючи кольори «Верховини».

## Досягнення
Бронзовий призер першості СРСР по класу Б 1964 р.
Переможець першості Закарпатської області 1966 р. як тренер "Колоса" (Сторожниця).

## Кар'єра по завершенні виступів у футболі
Завершив ігрову кар’єру у 1966 р., ставши вчителем фізкультури в школі.
Згодом перейшов на роботу в ужгородську СДЮШОР з футболу, де пізніше став директором.

## Спортивні досягнення сина
Син Стефан Сербайло став відомим тенісистом, членом молодіжної збірної СРСР, 5-разовим чемпіоном України.